# Војловица
Војловица (мађ. Hertelendyfalva) је данас један од градских делова града Панчева и има статус месне заједнице. Центар Војловице је удаљен 3,32 km од центра Панчева и налази се на 44° 50' 46,9" северне географске ширине и 20° 40' 05,95" источне географске дужине. Данашња популација износи око 8.500 становника и то српске, мађарске и словачке националности.

## Порекло имена
Војловица је основана 21. јула 1883. године под називом Хертелендифалва (мађ.: Hertelendyfalva), име јој је дато по Јожефу Хертелендију (мађ.: ). Свој данашњи назив је добила 1922. године, и то по православном Манастиру Војловица (основаном 1404. године) у чијем шумовитом залеђу је село подигнуто.

## Историја
У периоду од 1856. до 1869. године почело је велико насељавање предела поред Дунава који се простирао од Титела преко Панчева па до Ковина, тада знаног по имену Маријина земља (мађ.: Máriaföld) и обухватао је 154.790 ланаца земље које је требало украсти од Дунава.
У ту сврху су основали седам нових насеља. Између Титела и Панчева је основано Опово (Кенигсдорф − нем.: Königsdorf), Глогоњ (Гизелахајм - нем.: Gisellaheim), Бело Блато (Елизенхајм − нем.: Elisenheim) и Книћанин (Рудолфсгнад − нем.: Rudolfsgnad). А између Панчева и Ковина су основани Мариенфелд/Хертелендифалва, Иваново и Ђурђево. Укупно је насељено са 8.638 досељеника. Насељеници су били немачке, мађарске, словачке и бугарске националности.
Међутим велике поплаве из 1869, 1870, 1871. и 1876. године су потпуно уништиле постојећа села па се становништво преселило на сигурнија места. Становници Мариенфелда који су преживели све ове страхоте заједно су са 200 породица Секеља из Андрашфалве-Буковина 1883. године населили Војловичку шуму, која се налазила између Панчева и Старчева, и основали данашњу Војловицу.
Новоосновано село је примило становништво састављено од три различите мађарске, словачке и немачке националности и свакој је припала једна улица. Улице су биле широке, равне и дугачке, засађене дудовима.
Становништво је у почетку преживљавало лети радом на изградњи насипа на Дунаву, а зими сечом дрва а наравно и радом на малом комаду земље коју су отели од Дунава и после по договору добили је од државе. Према једном запису из 1912. године већина хране коју је користило Панчево је стизало из Војловице, тако да је и то био један од извора прихода у селу.
Дана 24. септембра 1902. је подигнута и реформатска црква у Војловици и први свештеник је био Томка Карољ (мађ.: Tomka Károly). У овој новооснованој цркви се чувају сви подаци, црквене књиге, које су донете из Андрашфалве 1883. године.

## Презимена првих насељеника, Секеља, у Војловици
Балог (Balog), Балинт (Bálint), Биро (Biró), Бисак (Biszák), Бута (Buta), Чеке (Cseke), Ереш (Erős), Фаркаш (Farkas), Фехер (Fehér), Геце (Gecző), Ђерфи (Györfi), Като (Kato), Катона (Katona), Кантор (Kántor), Келемен (Kelemen), Кемењ (Kemény), Керекеш (Kerekes), Кираљ (Király), Киш (Kiss), Ковач (Kovács), Куруц (Kuruc), Лечеи (Löcsei), Мартон (Márton), Мате (Máté), Нађ (Nagy), Немет (Német), Ембели (Ömböli), Пап (Pap), Пушкаш (Puskás), Рац (Rác), Сакач (Szakács), Секељ (Székely), и Варга (Varga).

## Култура и обичаји
- Културне заједнице Словака и Мађара (мађ.:Tamási Áron), сваке године одржавају традиционалне годишње фестивале посвећене жетви и жетвеним обичајима.
- Сеоска слава је свети Михајло (мађ.:Szent Mihály Arkangyal), који пада на 29. септембар, али се увек слави у недељу до тог празника.

### Национални састав по пописима
Број и пропорције етничког становништва села између 1880. и 1921. године:
| Националност / година | 1880.         | 1910.           | 1921.           |
| Мађари                | 2 (0,55%)     | 1.226 (41,99%)  | 1.396 (44,53%)  |
| Јужни Словени         | --            | 16 (0,55%)      | 26 (0,83%)      |
| Немци                 | 67 (18,56%)   | 684 (23,42%)    | 723 (23,06%)    |
| Остали1               | 292 (80,89%)  | 994 (34,04%)    | 990 (31,58%)    |
| Укупно                | 361 (100,00%) | 2.920 (100,00%) | 3.135 (100,00%) |

Конфесионални број становништва и пропорције села између 1880. и 1921. године:
| Верска припадност / год | 1880.         | 1910.           | 1921.           |
| римокатолици            | 2 (0,55%)     | 278 (9,52%)     | 247 (7,88%)     |
| гркокатолици            | --            | 2 (0,07%)       | 1 (0,03%)       |
| источногрчка            | --            | 15 (0,51%)      | 10 (0,32%)      |
| евангелисти             | 359 (99,45%)  | 1.617 (55,39%)  | 2.869 (91,51%)2 |
| реформати               | --            | 1.004 (34,38%)  | --              |
| унитаристи              | --            | 1 (0,03%)       | --              |
| израелити               | --            | 3 (0,10%)       | 8 (0,26%)       |
| Укупно                  | 361 (100,00%) | 2.920 (100,00%) | 3.135 (100,00%) |

Белешке:
- 1 Под „остали” су углавном Словаци.
- 2 евангелисти и реформисани заједно.

## Познати Војловчани
- Јулија Бисак (мађ. Biszák Júlia), певачица мађарске народне музике
- Катарина Калмарова (слч. Katarína Kalmárová) уметница изворне словачке народне песме[5]